# Krzesany Róg
Krzesany Róg (słow. Kresaný roh, Východná Rovienková veža, niem. Östliches Rovinkihorn, Steilhorn, węg. Keleti Rovinki-szarv, 2296 m n.p.m.) – szczyt w głównej grani Tatr, wznoszący się nad doliną Rówienki (Rovienková dolina) i Doliną Staroleśną (Veľká Studená dolina). Od Rówienkowej Turni (Rovienková veža, 2272 m) oddzielony jest Rówienkową Przełęczą (Rovienkové sedlo, 2230 m), a od Małego Jaworowego Szczytu (Malý Javorový štít, 2380 m) – Zawracikiem Rówienkowym (Malý Závrat, 2270 m).
Nazwa pochodzi od smukłego kształtu szczytu widzianego z doliny Rówienki. Na Krzesany Róg nie prowadzi żaden szlak turystyczny. Jedyne łatwe wejście nieznakowane jest od Rówienkowej Przełęczy.
Pierwsze znane wejścia:
- latem – Zygmunt Klemensiewicz i Jerzy Maślanka 30 sierpnia 1906 r.
- zimą – Valter Delmár i Gyula Komarnicki 18 marca 1916 r.

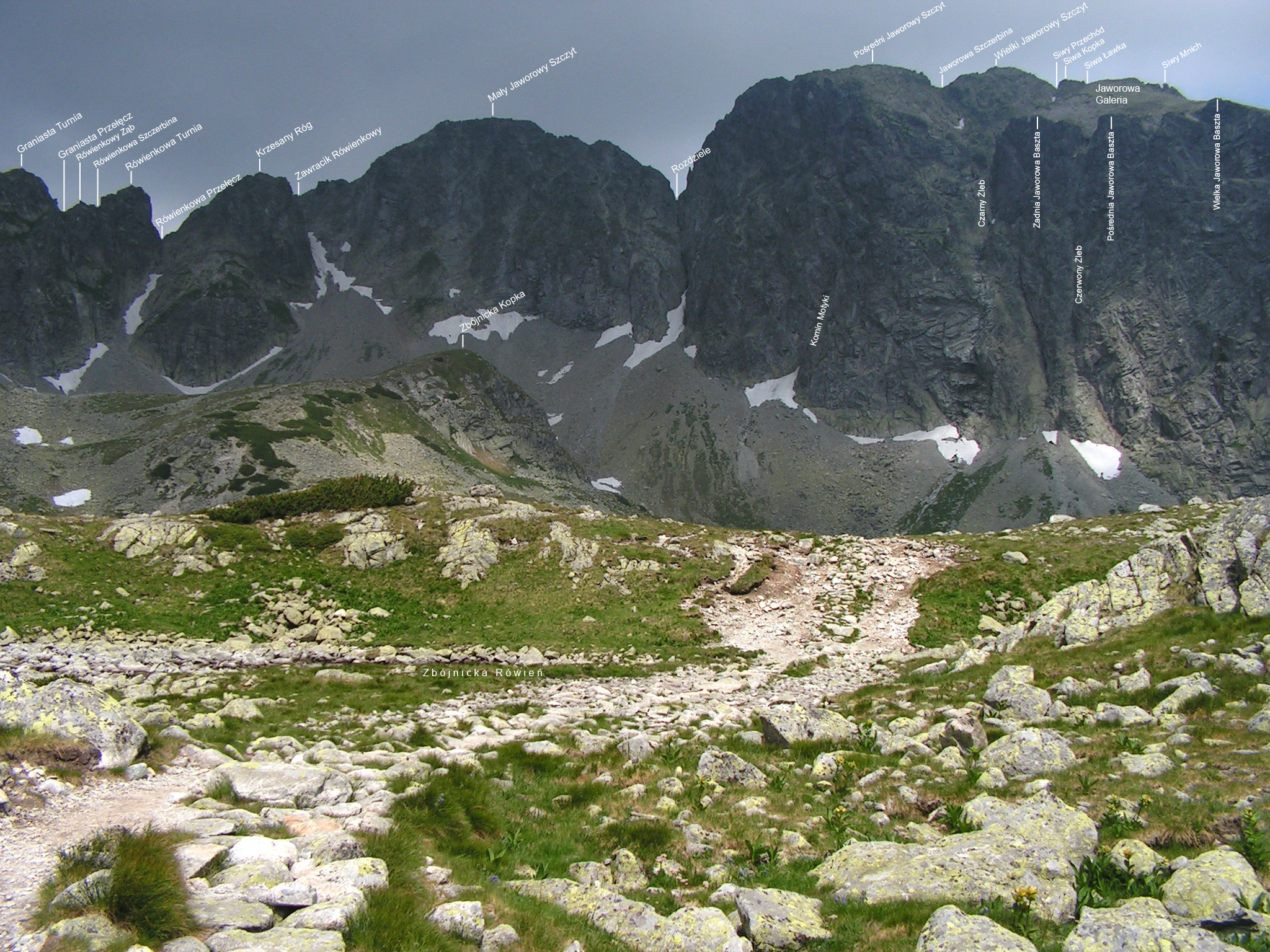
Rówienkowa Turnia, Krzesany Róg i Jaworowe Szczyty z Doliny Staroleśnej (podpisane formacje)